# Erzbistum Honiara
Das Erzbistum Honiara (lateinisch Archidioecesis Honiarana, englisch Archdiocese of Honiara) ist eine auf den Salomonen gelegene römisch-katholische Erzdiözese mit Sitz in Honiara auf der Insel Guadalcanal. Es umfasst die Provinzen Central, Guadalcanal, Makira und Ulawa, Rennell und Bellona, Temotu und den Hauptstadtdistrikt Honiara.

## Geschichte
Papst Leo XIII. gründete die Apostolische Präfektur Britisch-Salomonen am 27. Juli 1897 aus Gebietsabtretungen des Apostolischen Vikariates Neupommern. Am 21. Januar 1904 nahm es den Namen Apostolische Präfektur Südliche Salomonen an. Mit der Apostolischen Konstitution Maxima semper wurde sie am 1. Juni 1912 zum Apostolischen Vikariat erhoben.

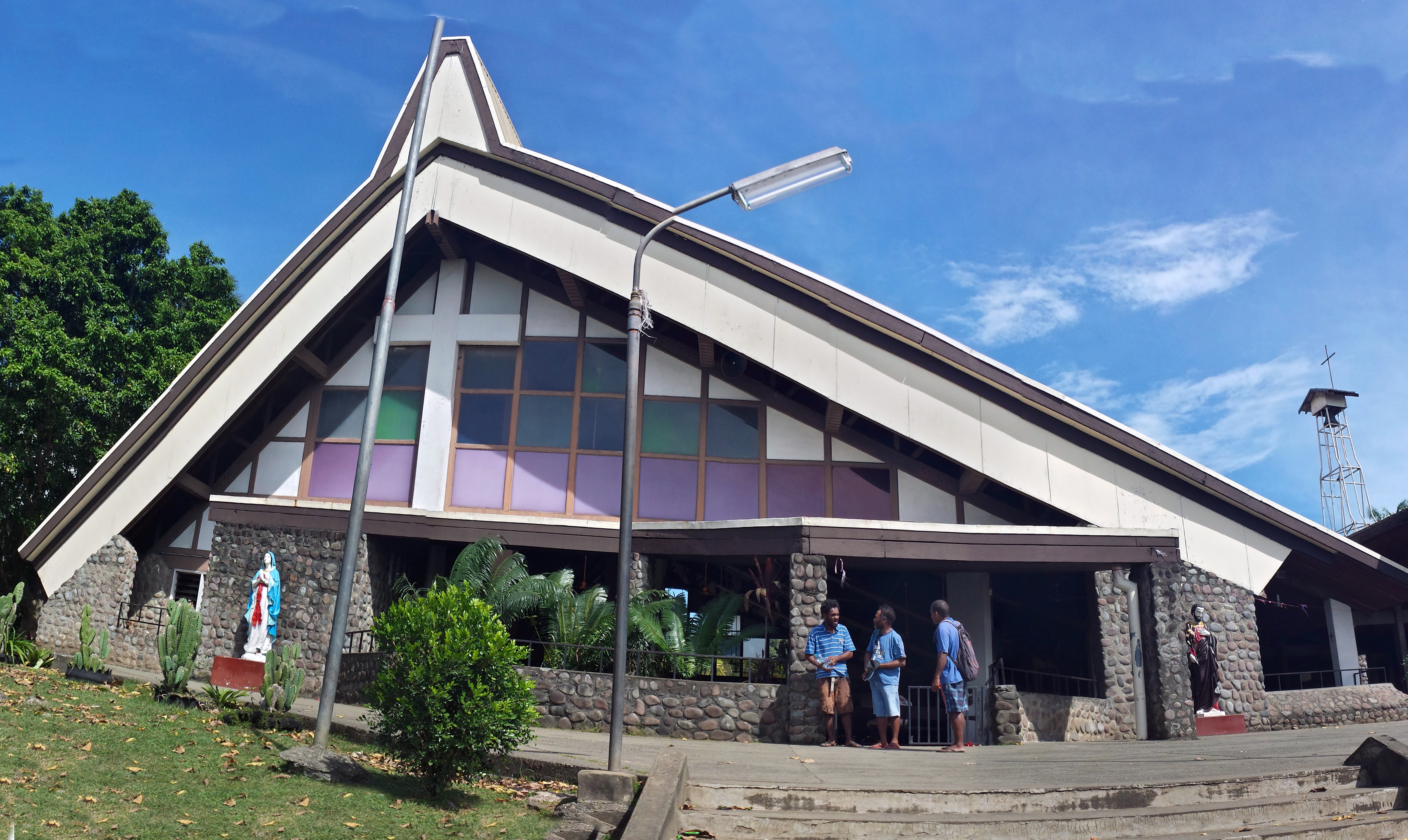
Heilig-Kreuz-Kathedrale in Honiara

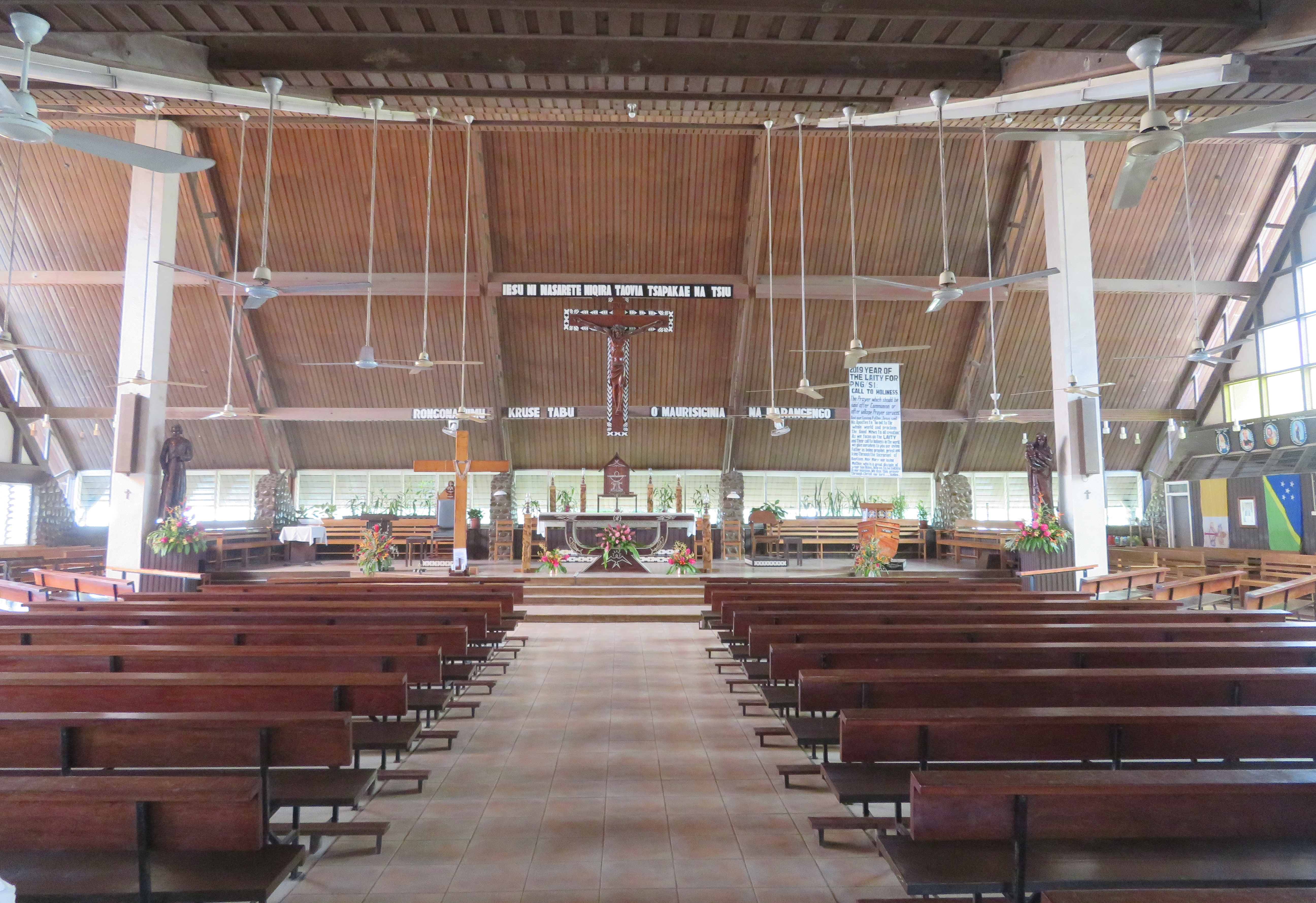
Heilig-Kreuz-Kathedrale in Honiara

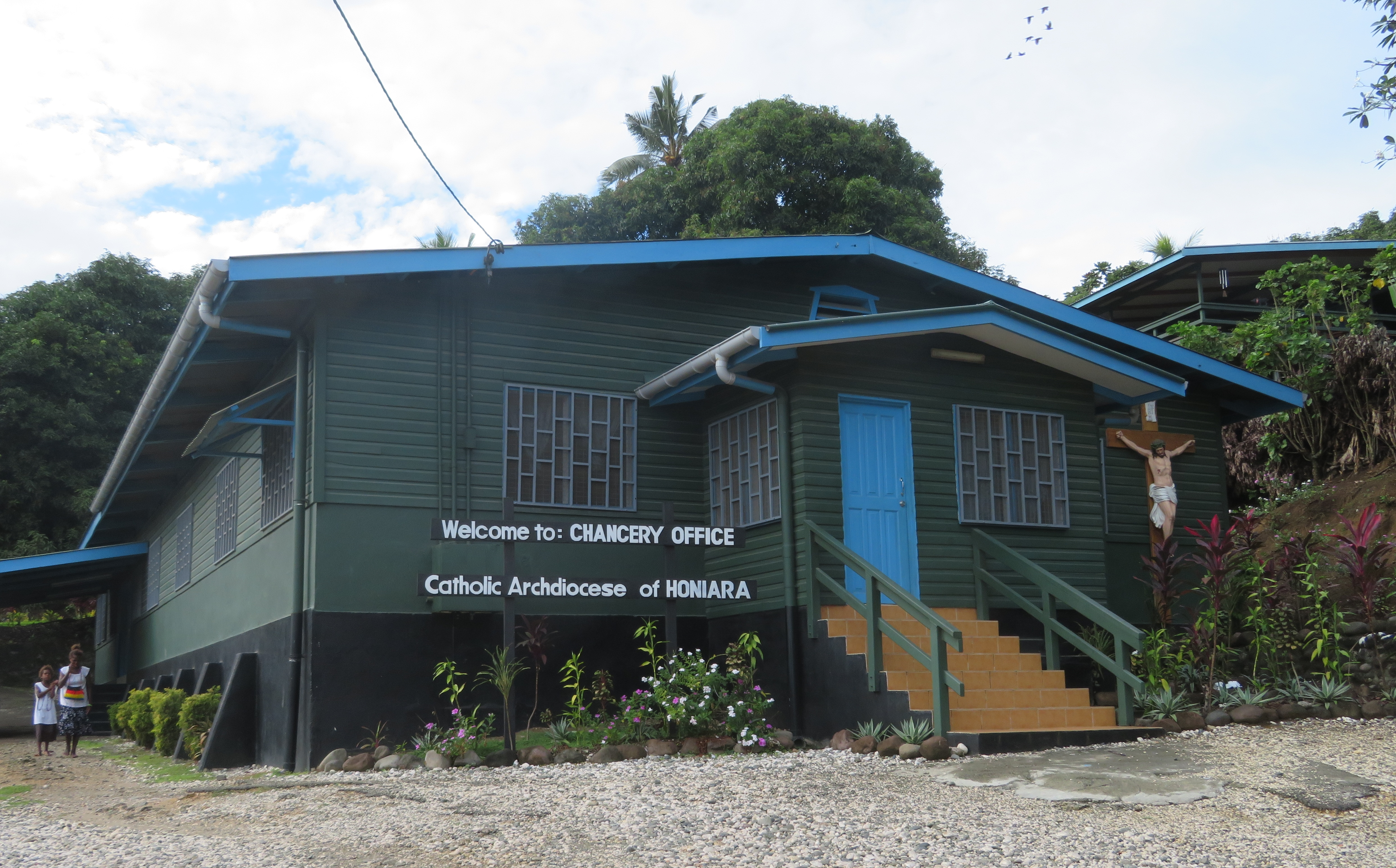
Verwaltungsgebäude des Erzbistums Honiara

Am 15. November 1966 wurde es mit der Bulle Laeta incrementa zum Bistum erhoben und nahm den heutigen Namen an. Mit der Bulle  Laetentur insulae multae wurde es am 15. November 1978 in den Rang eines Metropolitanerzbistums erhoben.
Teile seines Territoriums verlor es zugunsten der Errichtung folgender Bistümer:
- 11. Juni 1959 an das Apostolische Vikariat Westsalomonen;
- 17. Dezember 1982 an das Bistum Auki.

## Dom
Als Dom dient die Heilig-Kreuz-Kathedrale (Holy Cross Cathedral) in Honiara.

## Ordinarien

### Apostolische Präfekten von Britisch-Salomonen
- Julien Vidal SM (Juli 1897 – 1903 zurückgetreten)
- Jean-Ephrem Bertreux SM (1903 – 21. Januar 1904)

### Apostolischer Präfekt der Südlichen Salomonen
- Jean-Ephrem Bertreux SM (21. Januar 1904 – 1. Juni 1912)

### Apostolische Vikare der Südlichen Salomonen
- Jean-Ephrem Bertreux SM (1. Juni 1912 – 4. Januar 1919, gestorben)
- Louis-Marie Raucaz SM (13. Juli 1920 – 22. Juli 1934, gestorben)
- Jean-Marie Aubin SM (8. April 1935 – 1958, emeritiert)
- Daniel Willem Stuyvenberg SM (27. November 1958 – 15. November 1966)

### Bischof von Honiara
- Daniel Willem Stuyvenberg SM (15. November 1966 – 15. November 1978)

### Erzbischöfe von Honiara
- Daniel Willem Stuyvenberg SM (15. November 1978 – 3. Dezember 1984, emeritiert)
- Adrian Thomas Smith SM, (3. Dezember 1984 – 22. Juni 2016)
- Christopher Michael Cardone OP (seit 22. Juni 2016)

## Statistik
| Hier fehlt eine Grafik, die im Moment aus technischen Gründen nicht angezeigt werden kann. Wir arbeiten daran!Entwicklung der Mitgliederzahlen |

| Jahr | Bevölkerung | Bevölkerung | Bevölkerung | Priester   | Priester           | Priester         | Priester               | Ständige Diakone | Ordensleute | Ordensleute | Pfarreien |
| Jahr | Katholiken  | Einwohner   | %           | Gesamtzahl | Diözesan- priester | Ordens- priester | Katholiken je Priester | Ständige Diakone | männlich    | weiblich    | Pfarreien |
| ---- | ----------- | ----------- | ----------- | ---------- | ------------------ | ---------------- | ---------------------- | ---------------- | ----------- | ----------- | --------- |
| 1950 | 15.234      | 88.000      | 17,3        | 22         |                    | 22               | 692                    |                  | 31          | 44          | 13        |
| 1970 | 28.075      | 128.439     | 21,9        | 45         | 5                  | 40               | 623                    |                  | 62          | 123         | 7         |
| 1980 | 41.900      | 214.000     | 19,6        | 29         | 5                  | 24               | 1.444                  |                  | 44          | 100         | 18        |
| 1990 | 33.345      | 156.359     | 21,3        | 22         | 5                  | 17               | 1.515                  |                  | 36          | 77          | 13        |
| 2000 | 32.083      | 190.563     | 16,8        | 31         | 10                 | 21               | 1.034                  |                  | 43          | 64          | 13        |
| 2001 | 40.434      | 183.254     | 22,1        | 23         | 8                  | 15               | 1.758                  |                  | 30          | 56          | 13        |
| 2006 | 47.762      | 210.514     | 22,7        | 19         | 21                 | 40               | 1.194                  |                  | 36          | 75          | 13        |
| 2013 | 57.312      | 260.902     | 22,0        | 19         | 21                 | 40               | 1.432                  |                  | 35          | 76          | 13        |